# 오스트레일리아의 주와 준주

오스트레일리아의 주와 준주
웨스턴오스트레일리아주(서부)
노던 준주(중북부)
퀸즐랜드주(동북부)
뉴사우스웨일스주(동중부)
빅토리아주(동남부)
사우스오스트레일리아주(중남부)
태즈메이니아주(남쪽의 섬)
오스트레일리아 수도 준주는 뉴사우스웨일스주 안의 남동쪽에 있으며, 저비스베이 준주는 오스트레일리아 수도 준주보다 조금 위에 있다.

오스트레일리아의 행정 구역의 역사

오스트레일리아는 6개의 주와 2개의 준주, 6개의 특별 지역으로 이루어져 있다.

## 주/준주/특별 지역

### 주
| 이름                   | 줄임말 | 주도       |
| 뉴사우스웨일스주       | NSW    | 시드니     |
| 퀸즐랜드주             | QLD    | 브리즈번   |
| 사우스오스트레일리아주 | SA     | 애들레이드 |
| 태즈메이니아주         | TAS    | 호바트     |
| 빅토리아주             | VIC    | 멜버른     |
| 웨스턴오스트레일리아주 | WA     | 퍼스       |

### 준주
| 준주                     | 줄임말 | 주도              |
| 오스트레일리아 수도 준주 | ACT    | 캔버라            |
| 저비스베이 준주          | JBT    | 저비스베이 빌리지 |
| 노던 준주                | NT     | 다윈              |

- 저비스베이 준주는 본래 오스트레일리아 수도 준주 관할 구역이었으나, 해당 준주가 자치권을 얻게 된 1989년부터 오스트레일리아 연방 정부 직할 비자치 지역이 되었다.

### 특별 지역

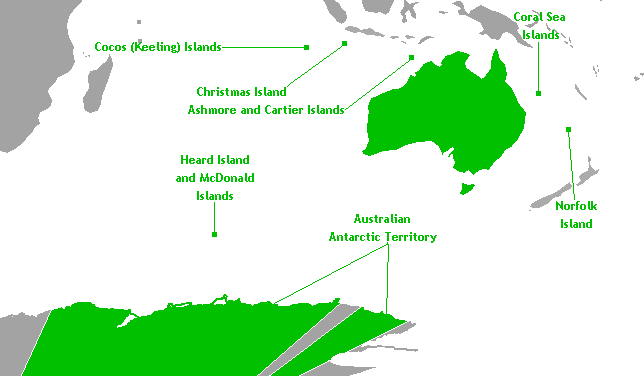
오스트레일리아의 해외 영토

- 애시모어 카르티에 제도
- 노퍽섬
- 크리스마스섬
- 코코스 제도
- 산호해 제도
- 허드 맥도널드 제도
- 오스트레일리아령 남극 지역 – 영유권 주장 지역

## 통계
| 주/준주                  | 면적 (km2) | 순위 | 인구 (2004) | 순위 | 인구밀도 (/km2) | 주도 인구 비율 |
| 오스트레일리아 수도 준주 | 2,358      | 8    | 324,300     | 7    | 137.53          | 99.6%          |
| 뉴사우스웨일스주         | 800,642    | 5    | 6,760,000   | 1    | 8.44            | 63%            |
| 빅토리아주               | 227,416    | 6    | 5,002,300   | 2    | 22              | 71%            |
| 퀸즐랜드주               | 1,730,648  | 2    | 3,919,500   | 3    | 2.26            | 46%            |
| 사우스오스트레일리아주   | 983,482    | 4    | 1,537,900   | 5    | 1.56            | 73.5%          |
| 웨스턴오스트레일리아주   | 2,529,875  | 1    | 1,998,400   | 4    | 0.79            | 73.4%          |
| 태즈메이니아주           | 68,401     | 7    | 484,000     | 6    | 7.08            | 41%            |
| 노던 준주                | 1,349,129  | 3    | 200,800     | 8    | 0.15            | 54%            |

## 같이 보기
- 오스트레일리아의 지역 관계
- ISO 3166-2:AU